# Львов, Евгений Владимирович
Князь Евге́ний Влади́мирович Львов (5 (17) октября 1817, Санкт-Петербург — 6 января 1896, село Поповка, Тульская губерния) — тульский помещик и литератор-любитель из рода Львовых (30 колено), был близок к славянофилам, хорошо знал Л. Н. Толстого. 

## Биография
Происходил по прямой мужской линии от князя Степана Фёдоровича. Сын участника Бородинской битвы, подполковника князя Владимира Семёновича Львова (1771—1829). Родился в Петербурге, крещен 7 октября 1817 года в церкви Вознесения Господня при Адмиралтейских слободах при восприемстве брата Владимира и сестры Екатерины. 
Состоял в браке с Варварой Алексеевной Мосоловой (1828—1904), дочерью Алексея Петровича Мосолова и Прасковьи Николаевны. Варваре  Алексеевне после смерти капитанши Прасковьи  Ивановны Раевской в 1848 году отошло по наследству её имение Поповка в Алексинском уезде, куда и переселилась молодая семья на  жительство. 
Князь Евгений Владимирович Львов занимал должность управляющего палатой Государственных имуществ в Туле, в 1856—1858 годах был алексинским уездным предводитель дворянства; с 1871 по 1890 годы был почётным мировым судьёй Алексинского округа. С его именем связано открытие первой библиотеки в Алексине: в 1859 году на средства князей Львовых в Алексине открылась трёхклассное женское  училище 2-го разряда; при ней в следующем году была открыта библиотека. Только в 1861 году при уездном училище, основанном в 1827 году, была открыта библиотека, ставшая общедоступной.
В 1858 году Львов вышел в отставку и в 1859 году семья переехала в Дрезден, чтобы дать старшим детям европейское образование. Прожив в Германии три года, после рождения четвёртого сына Георгия и отмены крепостного права, в 1861 году Львовы вернулись в своё тульское имение Поповка. По словам сына, был 
«человек европейской культуры, высокого духовного благородства и высокой морали. Мудрый воспитатель, педагог, положивший все свои силы и средства, на воспитание и образование детей, он не был практическим человеком. В делах его преследовали неудачи, но он переживал их спокойно, не приходил в отчаяние, некогда не жаловался и верил, что не пропадет».

## Дети
- Алексей Евгеньевич (1850—1937) — директор Московского училища живописи, ваяния и зодчества (1896—1917);
- Владимир Евгеньевич (1851—1920) — дипломат, директор Московского главного архива Министерства иностранных дел (1901—1916) ;
- Сергей Евгеньевич (1859—1937) — предприниматель, владелец и глава фирмы «Пожевские заводы князя С. Е. Львова» (металлургическая промышленность);
- Георгий Евгеньевич (1861—1925) — министр-председатель Временного правительства.
- Мария Евгеньевна (1864—1936) — не была замужем.